# ییرژینا اشتپنیچکووا
ییرژینا اشتپنیچکووا (چکی: Jiřina Štěpničková؛ ۳ آوریل ۱۹۱۲ – ۵ سپتامبر ۱۹۸۵) بازیگر اهل کشور چکسلواکی بود. او به دلیل تلاش برای عبور غیرقانونی از مرز ۱۰ سال را در زندان گذراند.
از فیلم‌ها یا برنامه‌های تلویزیونی که وی در آن نقش داشته‌است می‌توان به خلسه، چکاوک ها روی بند، و پتک جادوگران اشاره کرد.